# Нескінченна історія 3
Нескінченна історія 3 (англ. The Neverending Story III) — німецько-американський фільм за мотивами книги Міхаеля Енде «Нескінченна історія» і остання частина однойменної кінотрилогії, що вийшов у прокат в 1994 році.

## Сюжет
В пролозі старець читає в магічній книзі, що близиться Гидкий, котрий заволодіває серцями дітей, які не читають книжок, але його може подолати особлива дитина. Бастіан Бакс доти перевівся до іншої школи, а його батько Барні одружився вдруге. В бібліотеці школи виявляється і пан Кореандер. Бастіан знаходить в бібліотеці книгу «Нескінченна історія», в якій читає про Гидких, у яких впізнає шкільних хуліганів. Хлопчик розповідає про країну Фантазію та амулет Аурин зведеній сестрі, але вона не вірить в ці розповіді.
У спробі ефектно представитися в школі, Бастіан стає лише об'єктом глузувань, у тому числі банди хуліганів «Гидкі». Тікаючи від них, Бастіан відкриває «Нескінченну історію» і опиняється в Фантазії. Він опиняється в лісі, населеному тролями і карликами. Ватажок хуліганів Сніп знаходить книгу і починає її читати, бачачи слова про себе. Хулігани беруться дебоширити в бібліотеці, а в Фантазії в цей час починається негода.
На допомогу приходить дракон Фалькор, а карлики підказують скористатися Аурином, аби перенестися в реальність та зупинити «Гидких». За порадою Вони вирушають до королеви, де ухвалюють, щоб Бастіан у реальності відібрав книгу в лиходіїв. З ним же переноситься Фалькор, Троль, Каменеїд-молодший і карлики, але опиняються в різних місцях.
Ніколь, сестра Бастіана, помічає магію Аурина, та брат відмовляється виконувати бажання з його допомогою. Гидкі, читаючи книгу, дізнаються про Аурин і вирішують заволодіти ним для виконання всіх бажань. Прибульці з Фантазії ховаються в натовпі під час фестивалю-маскараду, щоб не виділятися, і зустрічаються з Бастіаном. Він переховує магічних істот дома. Ніколь забирає Аурин і здійснює ним дрібні бажання, поки брат з фантазійцями шукає «Гидких». Однак Сліп врешті відбирає Аурин, від чого Фантазію наповнюють чудовиська.
Сліп викликає Бастіана на двобій, Ніколь починає читати «Нескінченну історію», написане в якій відповідно змінюється на користь Бастіана. В той час Барні свариться з Джейн, та Ніколь з Бастіаном встигають прибігти й помирити батьків. Наступного дня вони виявляють, що хулігани стали заучками. Бастіан зізнається — він побажав цього, а Аурин здійснив.

## У ролях
- Джейсон Джеймс Ріхтер — Бастіан Бакс
- Мелоді Кей — Ніколь, зведена сестра Бастіана
- Джек Блек — Сліп
- Керол Фінн — Мукі
- Райан Боллман — Дог
- Фредді Джонс — пан Кореандер
- Джулі Кокс — королева Фантазії
- Мойя Бреді — Ургл
- Тоні Робінсон — Енгівук
- Трейсі Елліс — Джейн Бакс, мачуха Бастіана
- Кевін МакНалті — Барні Бакс, батько Бастіана
- Кіфан Шав — Троль
- Гордон Робінсон — Фалькор
- Фредерік Вордер — містер Каменеїд
- Вільям Тодд Джонс — місіс Каменеїд
- Дейв Форман — син Каменеїдів
- Дану Ентоні — Саманта, подруга Ніколь
- Андреа Немет — Рейчел, подруга Ніколь
- Марк Ечесон — містер Джон, двірник
- Мерілін Норрі — місіс Крекербі
- Ширлі Бродерік — місіс Кореандер
- Рут Нікол — матір Саманти
- Альфонсо Кіхада — доставщик
- Уллі Кіналзік — мисливець
- Джон Беар Кертіс — лісоруб
- Річард Ньюман — фотограф
- Віна Суд — продавчиня
- Марсі Голдберг — продавчиня
- Лоссен Чемберс — продавчиня
- Хротгар Метьюз — водій
- Саманта МакКенна — школярка
- Девід Лонгуорт — диспетчер
- Вільям Хуткінс — Троль, Фалькор